# Tamara Goodwin
Tamara Goodwin (* 15. Oktober 1986 in Austin, Texas) ist eine US-amerikanische Schauspielerin und ein Model.

## Leben
Godwin wurde am 15. Oktober 1986 in Austin als Tochter eines Afroamerikaners und einer belizischen Mutter geboren. Sie besuchte die James Bowie High School in ihrer Geburtsstadt. Von 2005 bis 2009 studierte sie an der University of Texas at Arlington, an der sie ihren Bachelor of Since in Nursing erlangte. Ab 2009 besuchte sie die Texas Woman's University, an der sie 2011 ihren Master in Business Administration erlangte. Danach debütierte sie in der Fernsehserie Friday Night Lights als Schauspielerin und wirkte in den Kurzfilmen What Things May Come und Finding Kismet im selben Jahr mit.
Ab 2012 war Goodwin regelmäßig in verschiedenen Fernseh- und Filmproduktionen zu sehen. 2013 übernahm sie in der Filmkomödie Meet the Cleavers – Familienfeste und andere Katastrophen die Rolle der Khadijah Cleaver. 2014 spielte sie unter anderen in Airplane vs. Volcano in der Rolle der Rita Loss in einer der Hauptrollen mit. Im selben Jahr wirkte sie in insgesamt sechs Episoden der Fernsehserie The Value of Ex in der Rolle der Tyler mit. 2017 mimte sie die Rolle der Ms. Hadley im Familienfilm Jurassic School. 2018 wirkte sie unter anderen in einer Episode der Fernsehserie The Mick mit und war in einer wiederkehrenden Rolle in der Fernsehserie Z Nation zu sehen. Sie ist auch als Theaterdarstellerin tätig und wirkte als Model unter anderen in Werbespots zu McDonald’s, Papa Murphy's, Dick’s Sporting Goods sowie zum Fernsehsender ESPN mit.

## Filmografie (Auswahl)
- 2011: Friday Night Lights (Fernsehserie, Episode 5x08)
- 2011: What Things May Come (Kurzfilm)
- 2011: Finding Kismet (Kurzfilm)
- 2012: Salsera (Kurzfilm)
- 2012: Tragedy of a Mother and Son
- 2012: Southern dysComfort (Kurzfilm)
- 2012: Crazy Venice Apartment (Fernsehserie)
- 2013: Meet the Cleavers – Familienfeste und andere Katastrophen (Cleaver Family Reunion)
- 2013: In the Cage
- 2013: Operation Repo (Fernsehserie, Episode 11x08)
- 2013: Silhouettes (Kurzfilm)
- 2013: Fake
- 2014: The Visitor (Kurzfilm)
- 2014: Airplane vs. Volcano
- 2014: The Value of Ex (Fernsehserie, 6 Episoden)
- 2014: Addiction: This Is Not a Love Story (Kurzfilm)
- 2014: We Should Have Eloped (Fernsehdokuserie, Episode 1x01)
- 2014: Off the Grid
- 2014: Laid Off (Kurzfilm)
- 2015: Tosh.0 (Fernsehserie, Episode 7x01)
- 2015: I Didn’t Know I Was Pregnant (Fernsehserie)
- 2015: American Bad Boy
- 2015: Last Call (Kurzfilm)
- 2015: Homes of Horror (Fernsehserie, Episode 3x14)
- 2015: Fake
- 2017: Jurassic School
- 2017: Bernard and Huey
- 2017: Evil Things (Miniserie, Episode 1x08)
- 2017: The Struggle Is Very Real (Fernsehserie, Episode 1x09)
- 2018: The Mick (Fernsehserie, Episode 2x12)
- 2018: Z Nation (Fernsehserie, 2 Episoden)
- 2019: It Came Nameless in Spring (Kurzfilm)
- 2019: Aliens, Clowns & Geeks
- 2023: Daruma

## Theater (Auswahl)
- The Pledge, Regie: Peter Wise
- 99 Questions to ask Before Having Sex, Regie: Armani Valentino
- The Spoken Word, Regie: James Ywante